# T-26
El T-26 fou el principal tanc soviètic durant el període d'entreguerres i l'inici de la Segona Guerra Mundial. Classificat com a tanc lleuger es va produir entre els anys 1931 i 1941 i es basava en el Vickers 6-Ton, el model més influent de l'època. La combinació d'un bon armament, amb un canó dual de 45 mm, mobilitat i blindatge va afavorir que fos el disseny més fabricat de la dècada dels 30, superant el nombre total de tancs que produirien Alemanya i França juntes entre 1930 i 1940.
En el seu debut durant la Guerra Civil Espanyola demostraria ser àmpliament superior a les tanquetes alemanyes Panzer I i italianes L 3/35. També participaria amb una relativa eficàcia als enfrontaments primerencs contra l'Imperi del Japó, a la batalla de Khalkhin Gol, i durant la Guerra d'Hivern.
El 22 de juny de 1941 el T-26 formava el gruix del parc de tancs de l'Exèrcit Roig però les tripulacions mal entrenades i la manca de manteniment i estandardització l'havia debilitat greument. Per aquest motiu, quan la Wehrmacht va iniciar l'Operació Barbarroja els més de 10.000 T-26 van perdre's a milers durant els primers mesos, gairebé a xifres iguals per foc enemic que per avaries mecàniques. A partir de 1941 tota la producció de T-26 cessaria i s'anirien substituint gradualment pels T-34, més fiables, ben armats i blindats.
Cap al final de la guerra els T-26 aïllats a l'orient tornarien a viure un curt moment de glòria durant l'Operació Tempesta d'Agost, l'any 1945, atacant un pobrament equipat exèrcit japonès.

## Producció
A finals de la dècada de 1920, els dissenyadors de l'Exèrcit Roig van elaborar un programa de construcció de carros de combat. De la mateixa manera que succeïa en altres nacions, la Unió Soviètica va ser conscient de la necessitat d'un carro de suport a la infanteria i, després d'haver intentat desenvolupar un projecte propi, va optar pel model del carro lleuger britànic Vickers Tipus E de sis tones, planejant-se la seva producció a gran escala.
El model va ser denominat T-26, arribant els primers exemplars britànics a la Unió Soviètica en 1930, sent abreviat com a T-26 A-1. Un grup d'enginyers del Departament de Disseny Experimental (OKMO) a la factoria Bolxevic de Leningrad, sota la direcció de N. V. Barikov i S.A. Ginzbury, van fabricar 20 vehicles similars; després de diverses proves, el projecte va ser acceptat pel Consell Militar Revolucionari el febrer de 1931 i la producció va començar aquell mateix any a diverses factories, entre les quals es comptava la fàbrica Kirov de Leningrad. Els primers models anaven equipats amb un sistema de dues torres, amb sengles metralladores de 7,62 mm en el T-26 A-2 i una de 12,7 mm, més una altra de 7,62 mm en el T-26 A-3; alguns van ser proveïts amb una metralladora en una torre i un canó (de 27 mm en el T-26 A-4 i de 37 mm en el T-26 A-5) en l'altra. Però, el sistema de les dues torres no es va mantenir gaire temps i els següents T-T-26B van tenir una sola torre que muntava un únic canó (de 37 mm en el T-T-26B-1-1; de 45 mm en els models posteriors).
Els primers carros T-26 van ser còpies pràcticament idèntiques de l'original britànic (a part d'unes mínimes variacions a la part davantera del buc), simples i robustos, d'estructura gairebé totalment reblada. El primer model, el T-26 Model 1931 (T-26 A) va ser substituït pel T-26 Model 1933 (T-T-26B) que tenia algunes millores, com la torre única. En el període anterior a 1941, el Model 1933 va constituir el carro soviètic produït en major nombre: uns 5.000 exemplars, abans que cessés la seva fabricació el 1936. Posteriorment, va entrar en producció el tipus T-26 S Model 1937 que muntava el canó de 45 mm ja instal·lat en les últimes versions del Model 1933, però que posseïa una nova torre de concepció millorada i de construcció per soldadura autògena.
La soldadura es va adoptar després de les experiències obtingudes en els combats amb els japonesos que van tenir lloc a mitjan dècada de 1930 al llarg de les confuses fronteres de Mongòlia i Manxúria. Es van rebre informes del general Vasily Blyukher, comandant de l'Exèrcit Especial de l'Extrem Orient, establint que els tancs T-26 de cuirassa reblada s'havien mostrat poc eficaços davant del foc japonès: la pràctica va demostrar que en un T-26 assolit per trets enemics era possible que les rebladures, expulsades dels seus alvèols, sortissin disparades cap a l'interior del carro com a verdaders projectils. Es va decidir llavors l'ús de la soldadura, el qual es va iniciar als últims carros Model 1933, però es va normalitzar en el T-26 S

## Versions especials
Durant la seva vida operativa, els carros T-26 van experimentar molts canvis a la seva producció i ús, la major part dels primers es van donar en la millora del blindatge (gruix mínim de 6 mm i màxim de 25 mm) i de l'armament. Així mateix, es van construir moltes versions especials, entre les que potser van ser les més nombroses els carros llançaflames, identificats amb el prefix OT. La primera d'aquestes versions va ser denominada OT-26 i l'última OT-133; la major part tenia la llança de projecció de l'arma en una torre i mancava de canó, però els següents models van estar dotats d'un canó, a més del llançaflames. Es van produir també versions posaponts (ST-26) i es van fer temptatives d'instal·lar al carro peces de 76 mm per incrementar l'eficàcia del suport a la infanteria. També es van desenvolupar versions especials de comandament, equipades amb ràdio, designades T-26 A-4 (U) i T-26 A-2 (U); aquestes eren identificables per la seva antena de ràdio en "barana" al voltant del casc.
La fabricació de la sèrie T-26 va acabar totalment el 1941, quan els alemanys es van apropiar de la major part de les fàbriques que construïen el vehicle. Els nous centres de producció, situats a les regions orientals de l'URSS, es van dedicar a construir carros més moderns, però el 1941 ja s'havien lliurat 12.000 T-26 de tots els tipus; en conseqüència, aquests es van trobar entre els vehicles cuirassats més nombrosos utilitzats en la primera fase de la "Gran Guerra Patriòtica". També van ser emprats en la guerra civil espanyola, en la invasió de Polònia i a la campanya contra Finlàndia de 1939-1940.
En produir-se la invasió alemanya, el 1941, un gran nombre de T-26 va ser destruït en combat o va caure a les mans dels invasors. Molts van ser transformats pels seus nous propietaris en tractors d'artilleria o en canons autopropulsats, ja que aquests tenien una gran necessitat d'aquest tipus de vehicles.

## La Guerra Civil Espanyola

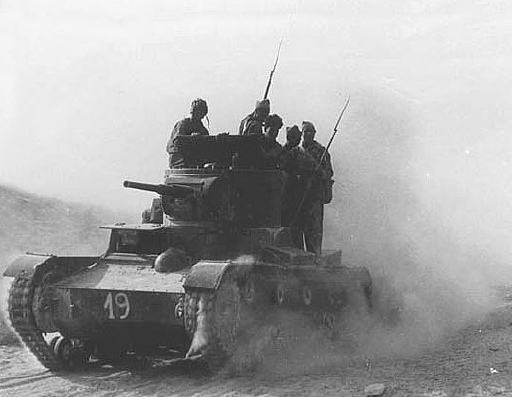
Un tanc T-26 de l'Exèrcit Popular de la República Espanyola vora la zona de Belchite.

L'octubre de 1936 van arribar a Espanya els primers T-26. A Archena es va crear l'Escola de Forces Blindades on es van agrupar aquests tancs. El 29 d'aquell mateix mes d'octubre van entrar en combat en la Batalla de Madrid. Van prendre part igualment en les batalles del Jarama, Guadalajara, Brunete, Belchite, Terol i en la de l'Ebre. En total van participar al llarg de tota la guerra 281 unitats, de les quals una mica més de dos terços van ser destruïdes en combat. Van demostrar tal superioritat davant dels blindats alemanys (tanc PzKpfw I) i italians (tanqueta L 3/35), vulnerables als trets del T-26 i incapaços de destruir-lo, que el comandament rebel va decidir oferir una recompensa en metàl·lic (500 pessetes de l'època) per cada exemplar capturat.
Tanmateix, malgrat ser superior als carros alemanys en l'esmentada guerra, molts van ser destruïts amb relativa facilitat. El bàndol nacionalista arribava fins i tot a tirar mantes a sobre dels motors i fer-les cremar amb algun component inflamable. Per altra banda, el blindatge era escàs en front a canons antitanc. Això va portar als soviètics a pensar en la necessitat d'un carro millor protegit, d'on va partir el T-34 i el KV-1.